# Anton Räderscheidt
Hubert Anton Räderscheidt (* 11. Oktober 1892 in Köln; † 8. März 1970 ebenda) war ein deutscher Maler der Neuen Sachlichkeit.

## Leben
Anton Räderscheidt wurde 1892 als eines von sieben Kindern des Mundartdichters Wilhelm Räderscheidt und dessen Ehefrau Elisabeth, geb. Beckmann, in Köln am Blaubach geboren. Nach dem Willen des Vaters sollte er Lehrer bzw. Beamter werden. Jedoch ging nach dem Realschulabschluss 1910 zunächst an die Kölner Kunstgewerbeschule (die späteren Kölner Werkschulen). Im Anschluss besuchte er ein Zeichenlehrerseminar bei Lothar von Kunowski an der Kunstgewerbeschule Düsseldorf und studierte später bei Eduard von Gebhardt an der Kunstakademie Düsseldorf.
In Köln eröffnete er 1913 sein erstes Atelier in der Richard-Wagner-Straße. Als Kriegsteilnehmer im Ersten Weltkrieg musste er sein Studium unterbrechen. In der Schlacht um Verdun wurde er durch Granaten schwer verwundet und dienstuntauglich.
1917 setzte er seine Ausbildung fort und bestand noch im selben Jahr sein Staatsexamen als Zeichenlehrer mit Auszeichnung. Ab Herbst 1917 absolvierte er ein zweijähriges Referendariat an einem Gymnasium in Köln-Mülheim.
Im Jahre 1918 heiratete er die Künstlerin Marta Hegemann. Ab 1919 verdiente er seinen Lebensunterhalt als freischaffender Künstler und machte unter anderem Bekanntschaft mit Franz Wilhelm Seiwert, Heinrich Hoerle, Hans Arp und Willy Fick. Mit diesen und anderen gründete er die Gruppe Stupid. Mit den Mitgliedern der Gruppe veranstaltete Anton Räderscheidt in seinem Atelier am Hildeboldplatz Nr. 9 Ausstellungen. 1920 stellte er seine ersten Bilder bei einer öffentlichen Ausstellung aus und war 1925 in der Ausstellung „Neue Sachlichkeit“ in Mannheim vertreten. 

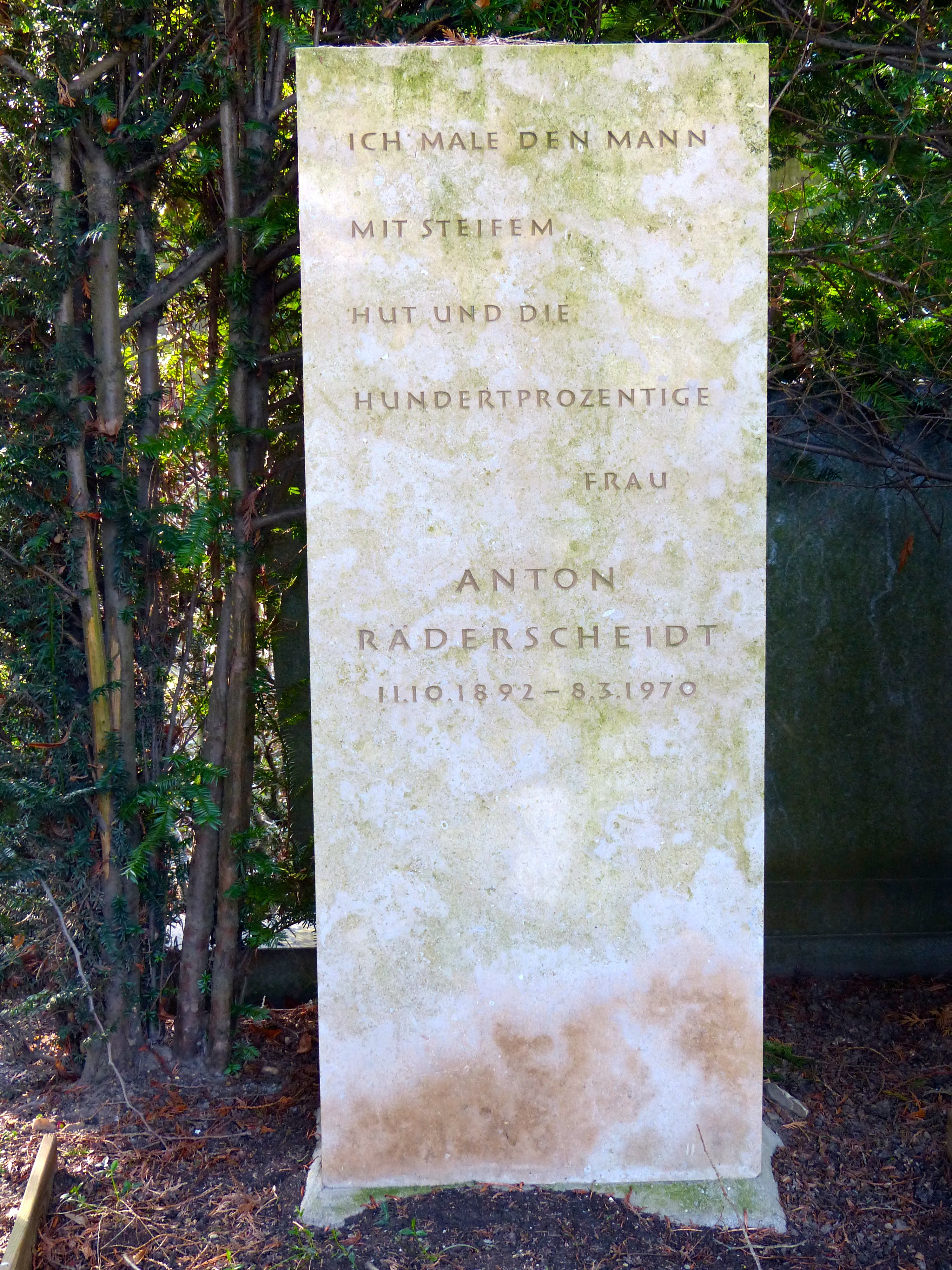
Grabstein für Anton Räderscheidt auf dem Melaten-Friedhof

1932 gründete er die ein Jahr später wieder aufgelöste avantgardistische Gruppe 32 mit Seiwert, Hoerle, Davringhausen und Ludwig Egidius Ronig. 1934 folgten ein Studienaufenthalt an der Deutschen Akademie in Rom und die Trennung von Marta Hegemann.
1937 wurde in der Nazi-Aktion „Entartete Kunst“ drei seiner Arbeiten aus öffentlichen Sammlungen beschlagnahmt und danach zerstört. Er flüchtete mit seiner neuen Lebensgefährtin Ilse Salberg-Metzger, die Jüdin war, nach Paris und später nach Sanary ins Exil und ließ seine Frau (Marta Hegemann) und die gemeinsamen zwei Söhne in Köln zurück. Im Exil lebte Anton Räderscheidt ständig in der Furcht, dass die Nationalsozialisten auch in Frankreich die Macht übernehmen könnten. Nach der deutschen Besetzung Frankreichs wurde er als unerwünschter Ausländer im Internierungslager Les Milles festgehalten. Dort traf er auf andere Künstler wie Hans Arp und Wols. Er konnte entkommen und floh 1942 mit seiner neuen Lebensgefährtin Ilse Salberg in die Schweiz. Sein Atelier in Paris wurde geplündert, und wiederum verschwanden viele Bilder.
Nach dem Tode von Ilse Salberg kehrte er 1947 nach Paris zurück. Dort lernte er Gisèle Boucherie (geb. Ribreau) kennen, die er 1963 heiratete,  und übersiedelte mit ihr 1949 nach Köln. Sein letztes Atelier hatte er an der Landsbergstraße in der Kölner Altstadt. 1953 beteiligte er sich in der DDR an der Dritten Deutschen Kunstausstellung in Dresden.
Anton Räderscheidt erlitt am 24. September 1967 einen Schlaganfall, woraufhin er unter einem Neglect (Beeinträchtigte Wahrnehmung einer Seite der Umwelt) litt. In anschließend entstandenen Selbstporträts zeigt sich, wie sich seine Wahrnehmung Stück für Stück wieder vervollständigte.  Er wurde auf dem Kölner Südfriedhof im Familiengrab seiner Eltern beigesetzt. 1984 ließ seine Frau Gisèle die Urne des Verstorbenen auf den Melaten-Friedhof umbetten. Im August 2010 wurde seine Grabstätte versehentlich eingeebnet (es sollte eine Grabstätte namens „Radeschadt“ abgeräumt werden), die Urne konnte jedoch geborgen und später auf einen Platz im Weg V umgebettet werden. Als seine Frau Gisèle 2016 verstarb, wurde sie im gleichen Abschnitt ein paar Gräber weiter beigesetzt.
Aus der Ehe mit Marta Hegemann entstammen der Sohn Johann Paul Ferdinand (* 1919) mit seiner Tochter Maf Räderscheidt und Sohn  Karl-Anton (* 1924), aus der Ehe mit Gisèle Boucherie die Söhne Vincent Michel (* 1949) und Pascal Antoine (1953–2014).

## Werke (Auswahl)
Einige der vermissten Bilder konnten wiedergefunden werden. Insgesamt umfasst der Nachlass von Anton Räderscheidt um die 1500 Bilder, jedoch sind vor allem aus der bedeutendsten Zeit des Malers viele Bilder verschwunden.

### 1937 als „entartet“ nachweislich aus öffentlichen Sammlungen beschlagnahmte und vernichtete Werke
- Maler mit Gliederpuppe im Atelier (Öl auf Leinwand, 100 × 79 cm, 1928; Städtisches Museum Aachen)
- Handlungsgehilfe (Öl auf Holz, 50 × 39,5 cm, 1923; Ruhmeshalle Wuppertal-Barmen)
- Frau in Straße (Aquarell; Kaiser-Wilhelm-Museum Krefeld)

### Wiedergefundene Werke
- 1923 – Stillleben mit roter Tulpe
- 1925 – Zitrone mit Wasserglas
- 1926 – Selbstbildnis mit Melone in Landschaft
- 1926 – Stillleben mit Hummer
- 1926 – Turmspringerin (war seit 1933 vermisst)
- 1928 – Paul Multhaupt.
- 1928 – Selbstbildnis, (Öl auf Leinwand, 100 × 80 cm)
- 1929 – Gertrud Lüttke geb. Curjel
- 1934 – Sonnenblumen/Sunflowers
- 1938 – Porträt von Ilse Salberg
- 1939 – Schwarzes Kind in den großen Armen
- 1939 – Die Witwe
- 1946 – Ölkreide mit Tempera
- 1951 – Blumenstrauß in Moulin Milon
- 1954 – Poitiers

### Vermisst
- 1919 – Rosa Luxemburg (Holzschnitt, 29,5 x 23 cm)[12]